# FMTV (軍用車両)
FMTV（Family of Medium Tactical Vehicles, 中型戦術車両ファミリー）は、アメリカ合衆国で、M35 2.5tトラックとM939 5tトラックの後継として開発された、軍用の積載量2.5tおよび5tトラックシリーズの名称である。

## 概要
FMTVは、アメリカ軍で使用されていたM35 2.5tトラックとM939 5tトラックの2系統の車種を、統一した車種で更新するプログラム（Medium Tactical Truck Replacement , MTTR）において採用された、スチュワート・アンド・スティーブンソン社の開発によるトラックシリーズである。元々は、オーストリアのシュタイア・ダイムラー・プフ社によって開発されたシュタイヤー 12M18型軍用トラックを、アメリカで発展させたものである。
4×4輪駆動の2.5tトラック型と、6×6輪駆動の5tトラック型が共通のシャーシから開発され、基本形のカーゴトラック型をはじめとして、ダンプトラック型やショップバン型、トラクター型など、様々な派生型が開発されている。特徴の一つとして、M35やM939のような、それまでのアメリカ軍のトラックで一般的であったボンネットトラック型ではなく、キャブオーバー型トラックである事が挙げられる。また、M939A2"ビッグフット"シリーズと同様に、空気圧自動調整システム（CTIS, Central Tire Inflation System）を標準装備している。
シリーズ全体としての呼称として、"FMTV"と呼ばれる一方、4×4輪駆動の2.5tトラックタイプの車両を指して"LMTV"（Light Medium Tactical Vehicles）、6×6輪駆動の5tトラックタイプの車両を指して"MTV"（Medium Tactical Vehicles）とも呼称される。
FMTVシリーズは、1996年からスチュワート・アンド・スティーブンソン社によって生産が開始され、アメリカ軍への配備が始まった。1999年には、"FMTV-A1"と呼ばれる改良型が開発された。この改良は、アメリカ合衆国環境保護庁に認可されたエンジンへの換装、変速機の改良、アンチロック・ブレーキ・システムの搭載などが含まれている。
2006年になると、スチュワート・アンド・スティーブンソン社の軍用車両部門（Tactical Vehicle Systems）が、アーマーホールディングス社に吸収され、FMTVの生産もアーマーホールディングス社に移管された。2007年にはアーマーホールディングス社はBAEシステムズの傘下であるBAEシステムズ・ランド・アンド・アーマメンツの一部となった。その後、2011年以降には、オシュコシュ社で生産されるようになった。
また、2003年のイラク戦争の戦訓から、装甲化されたキャブが開発されている。2004年に実用化された、通常型のキャブの上に追加装甲板をボルト止めするタイプの物は、RACK（Radian Armor Crew Kit）と呼ばれる。2005年に開発された、装甲キャブ自体を通常型と交換するタイプの物は、LSAC（Low Signature Armored Cab）と呼ばれ、1日以内の作業で交換可能となっている。2008年には、LTAS（Long Term Armor Strategy）と呼ばれる、新型の装甲キャブが開発され、順次更新が行われている。
また、FMTVのシャーシを利用した派生車両として、M142 HIMARS自走多連装ロケット砲、ケイマン装甲車(MRAP)、パンサー装輪装甲車などが開発されている。

## 形式

### LMTV
M1078 4x4 2.5t Standard Cargo Truck
4×4輪駆動のカーゴトラック型。
M1079 4x4 2.5t Shop Van Truck
4×4輪駆動のショップバントラック型（パネルトラック型）。
M1080 4x4 2.5t Standard Truck Chassis
4×4輪駆動の、荷台の無いキャブとシャーシのみの形式。
M1081 4x4 2.5t Cargo Truck LVAD LAPES/AD
4×4輪駆動のカーゴトラック型で、C-130輸送機からの空中投下を考慮したバージョン。LVADはLow Velocity Air Drop（低速度空中投下）の略。LAPES/ADはLow Altitude Parachute Extraction System/Air Drop（低高度開傘空中投下）の略。
M1082 2.5t Cargo Trailer
積載量2.5tの牽引用カーゴトレーラー。2輪式で、M1078の車体後部と同じような外観である。部品の多くがM1078と共通化されている。

### MTV
M1083 5t Standard Cargo Truck
6×6輪駆動のカーゴトラック型。
M1084 5t Cargo Truck with MHE
6×6輪駆動のカーゴトラック型で、荷台の後部にクレーンを装備している。MHEはMaterials Handling Equipmentの略。
M1085 5t Long-wheelbase Cargo Truck
6×6輪駆動、ロングホイールベース（LWB）のカーゴトラック型。
M1086 5t Long-wheelbase Cargo Truck with MHE
6×6輪駆動、ロングホイールベース（LWB）のカーゴトラック型で、荷台の後部にクレーンを装備。
M1087 5t Expansible Van Truck
6×6輪駆動のショップバントラック型、荷室を広げることが可能。
M1088 5t Tractor Truck
6×6輪駆動の牽引用トラクター型。
M1089 5t Wrecker Truck
6×6輪駆動のレッカー型。大型クレーンは装備されていない。
M1090 5t Dump Truck
6×6輪駆動のダンプトラック型。
M1091 5t Fuel Truck
6×6輪駆動の燃料タンク搭載型。
M1092 5t Standard Truck Chassis
6×6輪駆動の、荷台の無いキャブとシャーシのみの形式。
M1093 5t Cargo Truck LVAD LAPES/AD
6×6輪駆動のカーゴトラック型で、C-130輸送機からの空中投下を考慮したバージョン。
M1094 5t Dump Truck LVAD LAPES/AD
6×6輪駆動のダンプトラック型で、C-130輸送機からの空中投下を考慮したバージョン。
M1095 5t Cargo Trailer
積載量5tの牽引用カーゴトレーラー。4輪式で、M1083の車体後部と同じような外観である。部品の多くがM1083と共通化されている。
M1096 5t Long-wheelbase Chassis
6×6輪駆動、ロングホイールベース（LWB）の、荷台の無いキャブとシャーシのみの形式。
M1140 5t Carrier for HIMARS
M142 HIMARS自走多連装ロケット砲の車台部分の形式番号。
M1148 9t LHS（Load Handling System）
6×6輪駆動、ロングホイールベース（LWB）のコンテナ搭載型。
M1157 10t Dump Truck
6×6輪駆動のダンプトラック型。荷室側面板が高くなり、土砂の積載量を増やしている。
M1160 Medium Extended Air Defense System (MEADS) Carrier
パトリオットミサイルの後継として開発された中距離拡大防空システム（MEADS）の車台の形式番号。アメリカは2011年に開発計画から撤退した。

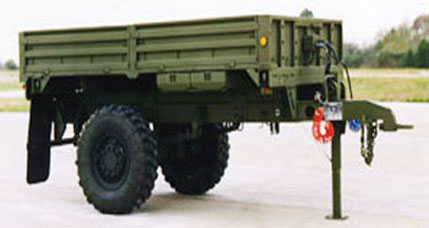
M1082 2.5t Cargo Trailer
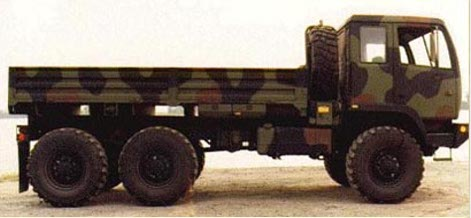
M1083 5t Cargo Truck
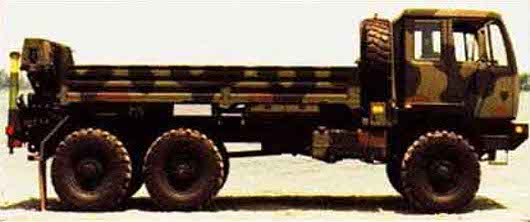
M1084 5t Cargo Truck with MHE
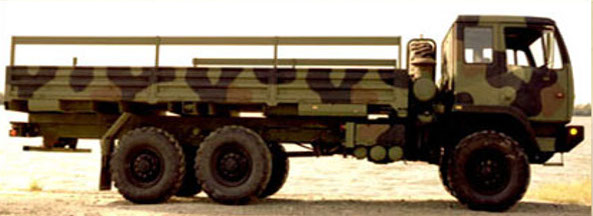
M1085 5t LWB Cargo Truck
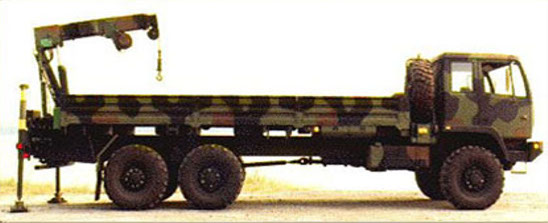
M1086 5t LWB Cargo Truck with MHE
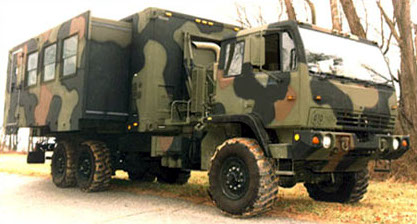
M1087 5t Expansible Van Truck
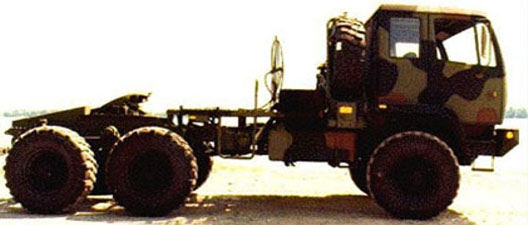
M1088 5t Tractor Truck
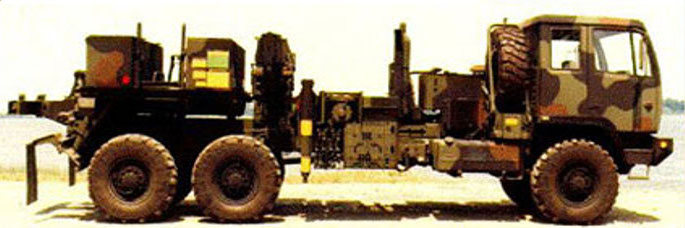
M1089 5t Wrecker Truck
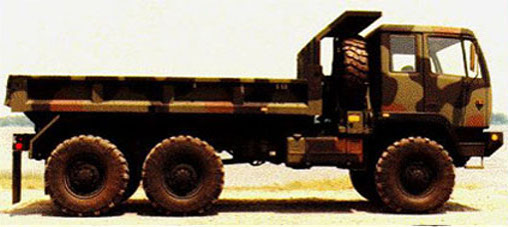
M1090 5t Dump Truck
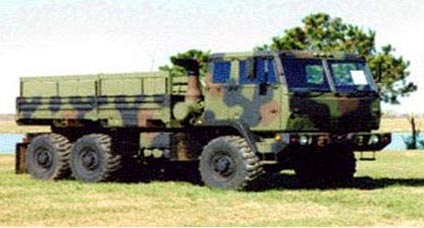
M1093 5t Cargo Truck LVAD
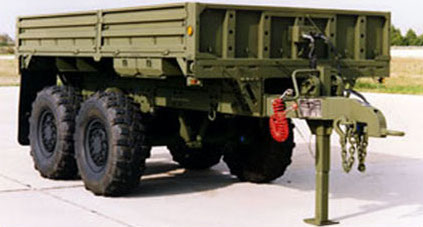
M1095 5t Cargo Trailer

## 画像

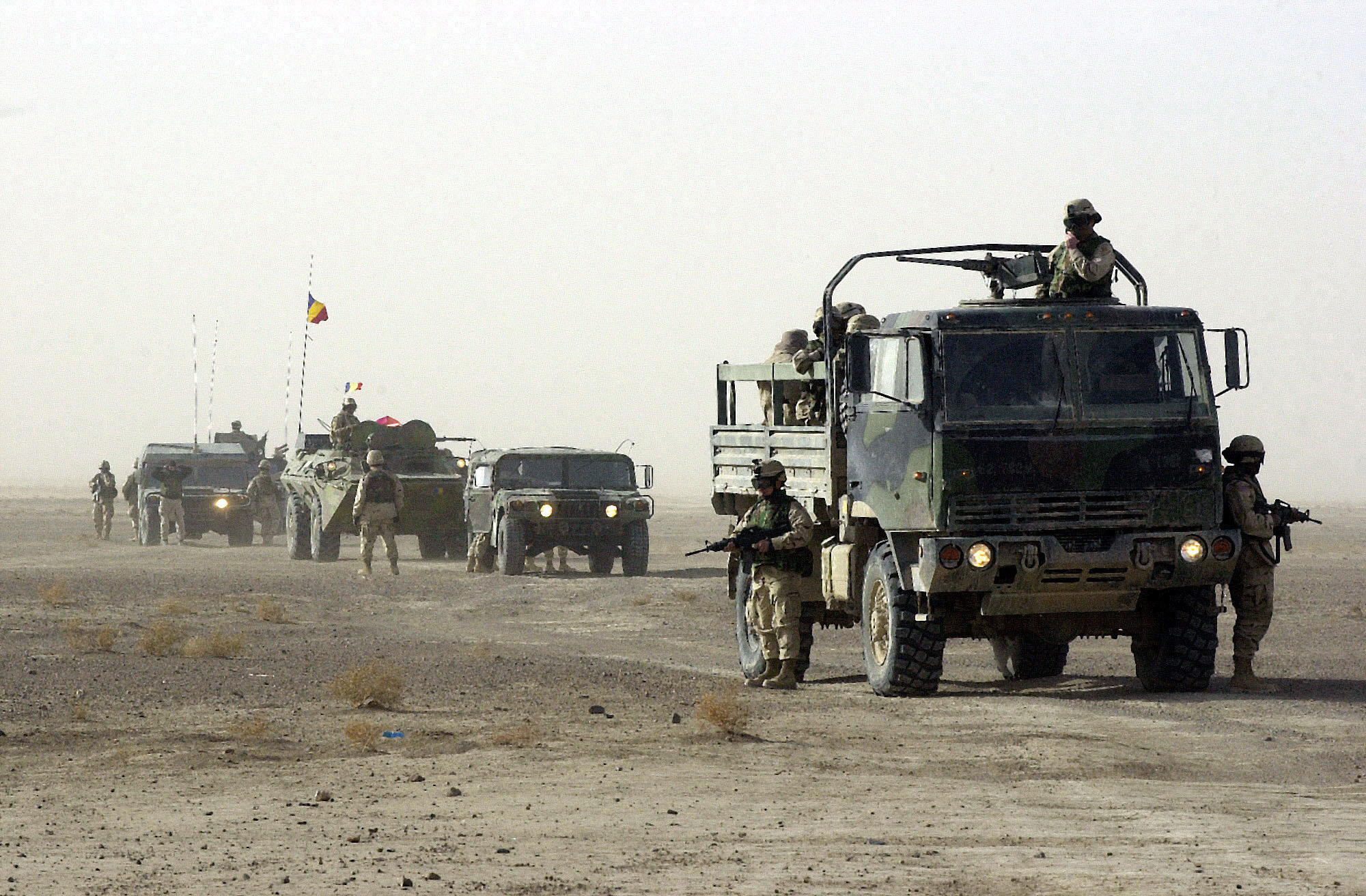
M1078 2.5tカーゴトラック。キャブ上にM2重機関銃を装備している。
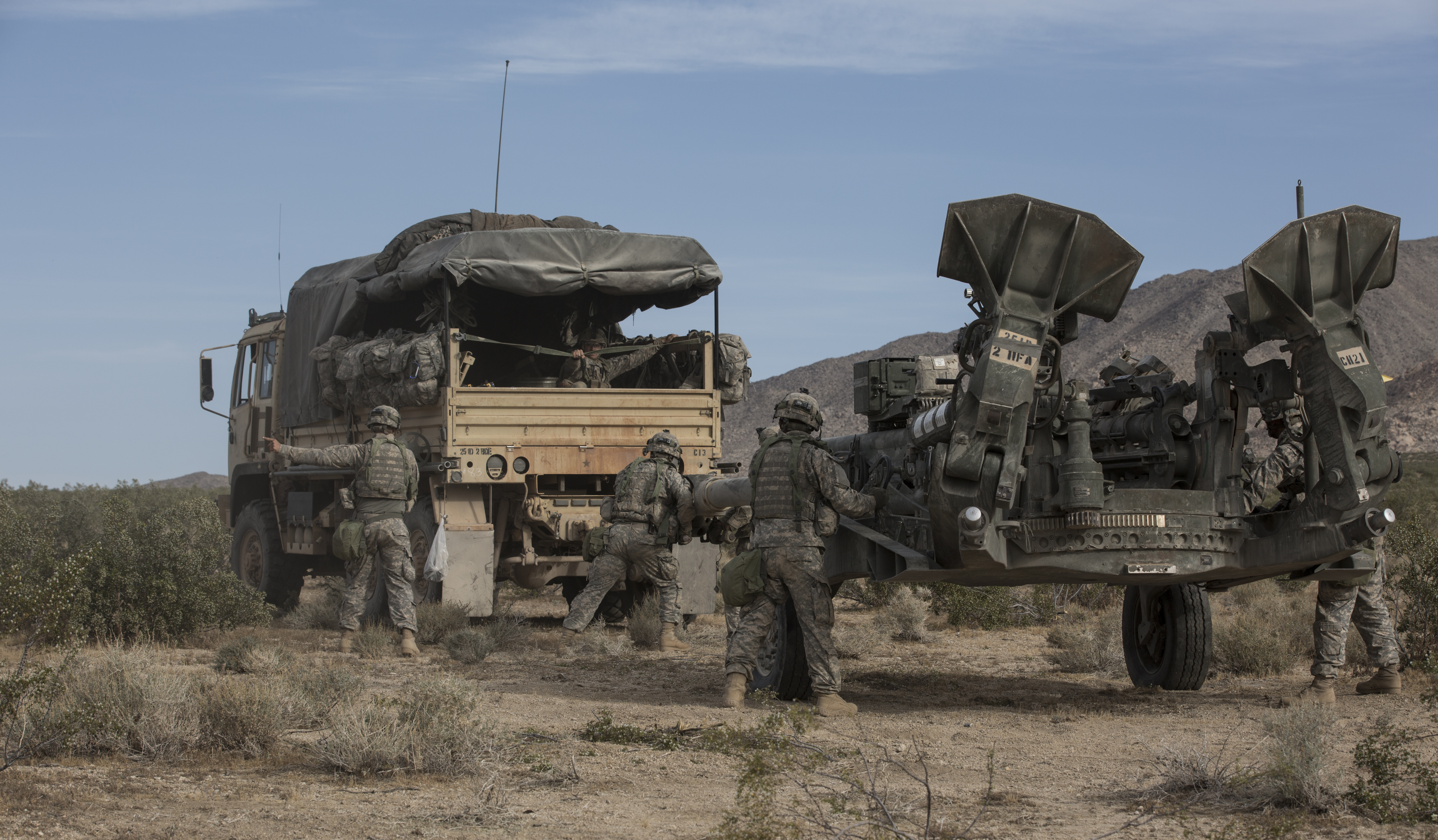
M777 155mm榴弾砲を牽引するM1078 LMTV。
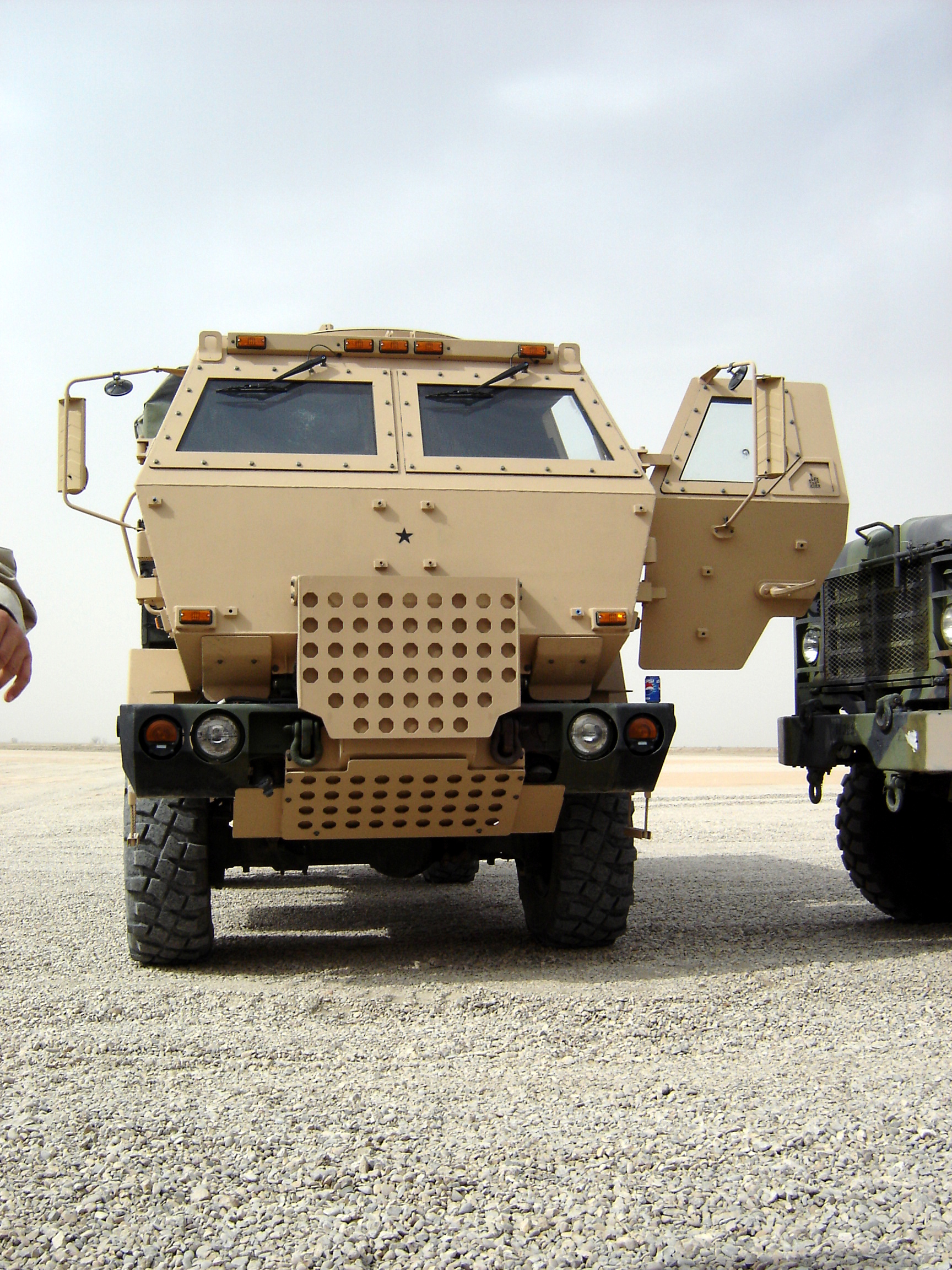
LSAC（Low Signature Armored Cab）を装着したFMTV。
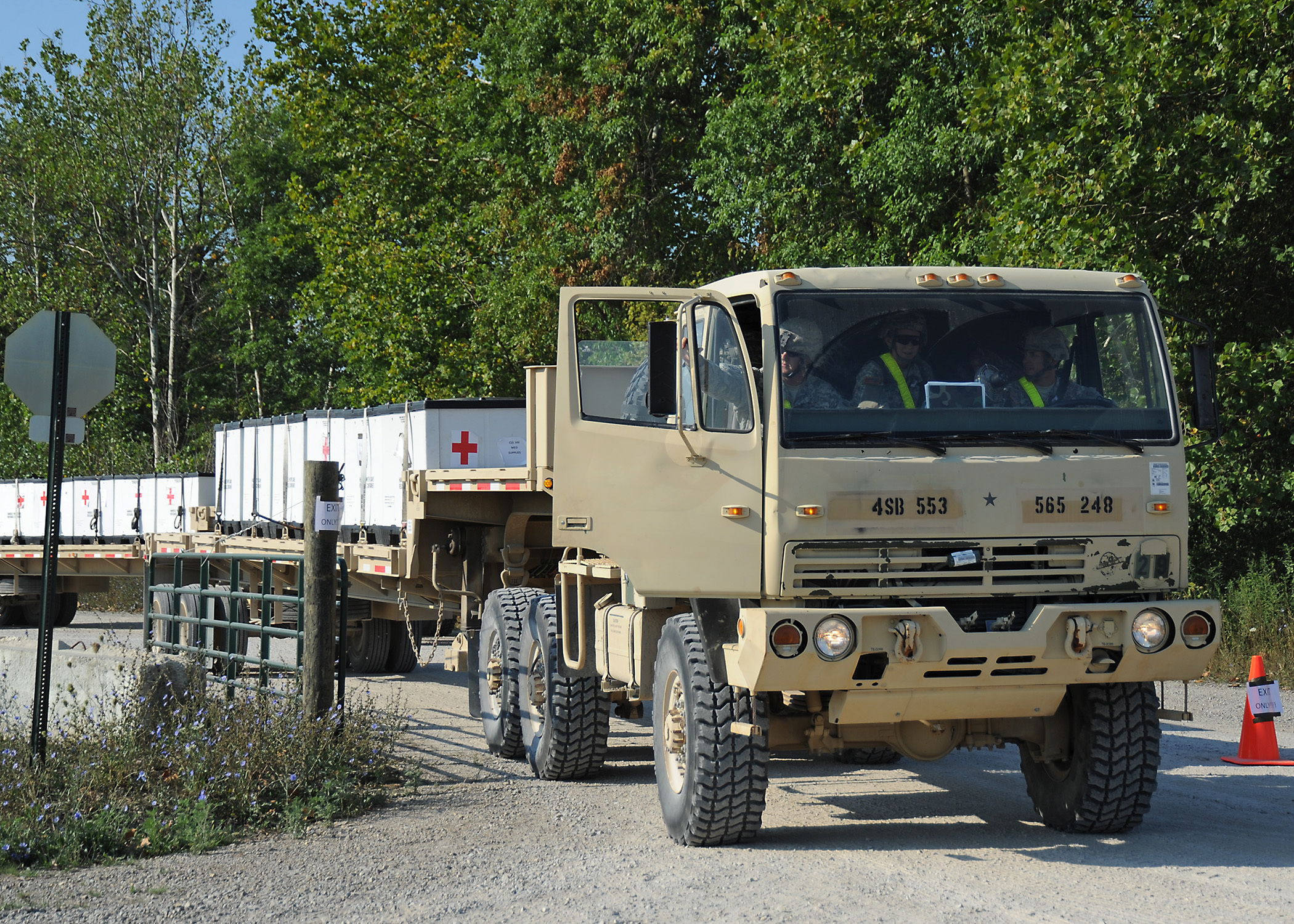
フラットベッドトレーラーを牽引するM1088トラクター型。キャブは通常型。
M1088トラクター型。キャブは新型のLTAS（Long Term Armor Strategy）。
LTAS（Long Term Armor Strategy）キャブを装備したM1083 5tカーゴトラック。
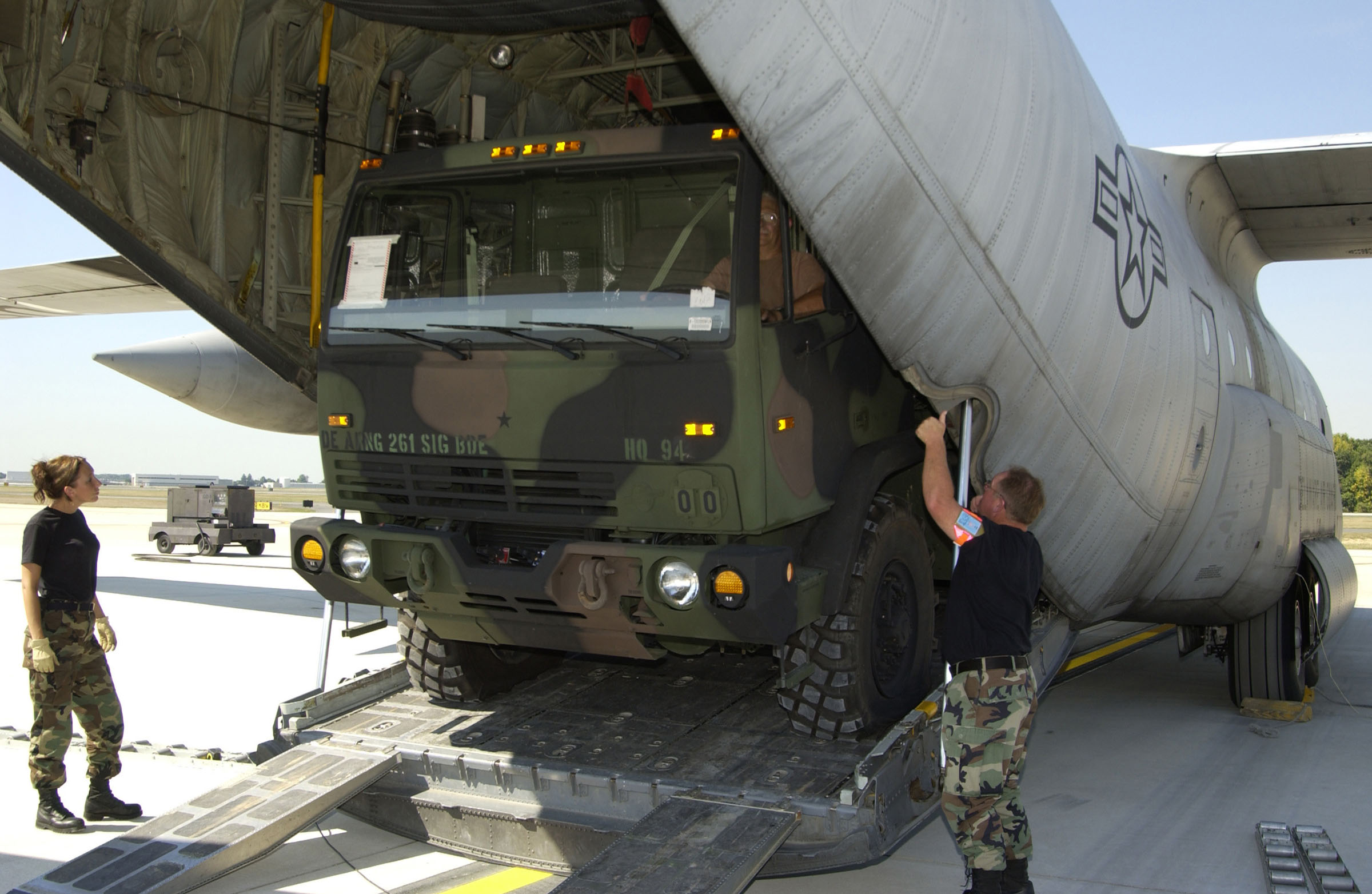
C-130輸送機に搭載されたFMTV。
C-17グローブマスターIII輸送機に搭載されたFMTV。

## 運用国
- アフガニスタン
  - アフガニスタン陸軍
- アルゼンチン
  - アルゼンチン陸軍
- カナダ
  - カナダ陸軍
- カメルーン
  - カメルーン陸軍
- ギリシャ
  - ギリシャ陸軍
- ジブチ
  - ジブチ陸軍
- イラク
  - イラク陸軍
- イスラエル
  - イスラエル陸軍
- ヨルダン
  - ヨルダン陸軍

- ケニア
- コソボ
- クウェート
- レバノン
  - レバノン陸軍
- ニュージーランド
  - ニュージーランド陸軍
- ポーランド
- ルーマニア
  - ルーマニア陸軍
- サウジアラビア
  - サウジアラビア防空軍

- 韓国
- 台湾
  - 中華民国陸軍
- タイ
  - タイ陸軍
- チュニジア
- アラブ首長国連邦
  - アラブ首長国連邦陸軍
- ウガンダ
- アメリカ合衆国
  - アメリカ陸軍
- ウクライナ